# Persone di nome Giancarlo
| Questa pagina contiene informazioni ricavate automaticamente dalle voci biografiche con l'ausilio del template Bio e di un bot. L'aggiornamento è periodico e automatico e ricostruisce completamente la pagina. Se manca una persona in questa lista, sei pregato di non aggiungerla, ma accertati piuttosto che la sua voce biografica contenga il template Bio e che i dati anagrafici siano correttamente compilati. Se il template Bio manca, inseriscilo tu stesso o, in alternativa, metti l'avviso {{tmp\|Bio}} che ne segnala la mancanza. Se i dati riportati sono sbagliati, correggi direttamente la voce biografica; le modifiche saranno visibili in questa lista entro pochi giorni. Per chiarimenti vedi il progetto antroponimi. La lista contiene solo le 343 persone che sono citate nell'enciclopedia e per le quali è stato implementato correttamente il template Bio. Pagina aggiornata al 22 lug 2025. |

Questa è una lista di persone presenti nell'enciclopedia che hanno il nome Giancarlo, suddivise per attività principale.

## Allenatori di calcio(13)
- Giancarlo Cavaliere, allenatore di calcio e ex calciatore italiano (Rivoli, n. 1969)
- Giancarlo Ceccarelli, allenatore di calcio e ex calciatore italiano (Frascati, n. 1956)
- Giancarlo Cella, allenatore di calcio e ex calciatore italiano (Bobbio, n. 1940)
- Giancarlo Centi, allenatore di calcio, dirigente sportivo e ex calciatore italiano (L'Aquila, n. 1959)
- Giancarlo Corradini, allenatore di calcio e ex calciatore italiano (Sassuolo, n. 1961)
- Giancarlo D'Astoli, allenatore di calcio e ex calciatore italiano (Cosenza, n. 1953)
- Giancarlo Danova, allenatore di calcio e calciatore italiano (Sesto San Giovanni, n. 1938 - Lodi, † 2014)
- Giancarlo Favarin, allenatore di calcio e ex calciatore italiano (Pisa, n. 1958)
- Giancarlo Galdiolo, allenatore di calcio e calciatore italiano (Villafranca Padovana, n. 1948 - Castrocaro Terme, † 2018)
- Giancarlo Magrini, allenatore di calcio, dirigente sportivo e ex calciatore italiano (Sarsina, n. 1947)
- Giancarlo Marini, allenatore di calcio e ex calciatore italiano (Roma, n. 1964)
- Giancarlo Pasinato, allenatore di calcio e ex calciatore italiano (Cittadella, n. 1956)
- Giancarlo Snidaro, allenatore di calcio e ex calciatore italiano (Pradamano, n. 1954)

## Allenatori di hockey su ghiaccio(1)
- Giancarlo Merzario, allenatore di hockey su ghiaccio e ex hockeista su ghiaccio italiano (Soresina, n. 1969)

## Allenatori di hockey su pista(1)
- Giancarlo Fantozzi, allenatore di hockey su pista e ex hockeista su pista italiano (Grosseto, n. 1954)

## Allenatori di pallacanestro(1)
- Giancarlo Sacco, allenatore di pallacanestro italiano (Pesaro, n. 1957)

## Allenatori di sci alpino(1)
- Giancarlo Bergamelli, allenatore di sci alpino e ex sciatore alpino italiano (Alzano Lombardo, n. 1974)

## Arbitri di calcio(5)
- Giancarlo Dal Forno, ex arbitro di calcio italiano (Marano Lagunare, n. 1949)
- Giancarlo Lana, ex arbitro di calcio italiano (Torino, n. 1962)
- Giancarlo Lapi, arbitro di calcio italiano (Firenze, n. 1937 - Firenze, † 1987)
- Giancarlo Pirandola, arbitro di calcio italiano (Foggia, n. 1943 - Lecce, † 2018)
- Giancarlo Redini, ex arbitro di calcio italiano (Pisa, n. 1941)

## Arbitri di pallacanestro(1)
- Giancarlo Vitolo, arbitro di pallacanestro italiano (Roma, n. 1939 - Pisa, † 2019)

## Architetti(3)
- Giancarlo De Carlo, architetto, urbanista e teorico dell'architettura italiano (Genova, n. 1919 - Milano, † 2005)
- Giancarlo Maroni, architetto italiano (Arco, n. 1893 - Gardone Riviera, † 1952)
- Giancarlo Palanti, architetto italiano (Milano, n. 1906 - San Paolo, † 1977)

## Arcieri(1)
- Giancarlo Ferrari, arciere italiano (Abbiategrasso, n. 1942)

## Arcivescovi cattolici(1)
- Giancarlo Maria Bregantini, arcivescovo cattolico italiano (Denno, n. 1948)

## Arrangiatori(1)
- Giancarlo Chiaramello, arrangiatore e direttore d'orchestra italiano (Bra, n. 1939)

## Artigiani(1)
- Giancarlo Bonato, artigiano, artista e imprenditore italiano (Marostica, n. 1930 - Nove, † 2016)

## Assassini seriali(1)
- Giancarlo Giudice, serial killer italiano (Torino, n. 1952)

## Astronomi(1)
- Giancarlo Fagioli, astronomo italiano (n. 1940)

## Atleti paralimpici(1)
- Giancarlo Galli, atleta paralimpico italiano (Rovato, n. 1963)

## Attori(17)
- Giancarlo Badessi, attore italiano (Lecco, n. 1928 - Roma, † 2011)
- Giancarlo Bastianoni, attore e stuntman italiano (Roma, n. 1941)
- Giancarlo Cobelli, attore, regista e mimo italiano (Milano, n. 1929 - Roma, † 2012)
- Giancarlo Commare, attore italiano (Castelvetrano, n. 1991)
- Giancarlo Del Duca, attore italiano (n. 1935)
- Giancarlo Dettori, attore italiano (Cagliari, n. 1932)
- Giancarlo Esposito, attore statunitense (Copenaghen, n. 1958)
- Giancarlo Giannini, attore, doppiatore e regista italiano (La Spezia, n. 1942)
- Giancarlo Gori, attore, regista e drammaturgo italiano (Signa, n. 1949)
- Giancarlo Judica Cordiglia, attore e drammaturgo italiano (Torino, n. 1971)
- Giancarlo Maestri, attore, doppiatore e direttore del doppiaggio italiano (Trento, n. 1934 - Trento, † 1995)
- Giancarlo Prete, attore, doppiatore e direttore del doppiaggio italiano (Roma, n. 1943 - Roma, † 2001)
- Giancarlo Previati, attore italiano (Padova, n. 1954)
- Giancarlo Ratti, attore italiano (Rovereto, n. 1957)
- Giancarlo Sbragia, attore, regista teatrale e drammaturgo italiano (Roma, n. 1926 - Roma, † 1994)
- Giancarlo Zanetti, attore e direttore artistico italiano (Cavalese, n. 1941)
- Giancarlo Zarfati, attore italiano (Roma, n. 1946)

## Autori televisivi(5)
- Giancarlo Bozzo, autore televisivo italiano (Camogli, n. 1953)
- Giancarlo De Andreis, autore televisivo e giornalista italiano (Roma, n. 1966)
- Giancarlo Governi, autore televisivo, sceneggiatore e scrittore italiano (Roma, n. 1939)
- Giancarlo Magalli, autore televisivo, conduttore televisivo e attore italiano (Roma, n. 1947)
- Giancarlo Muratori, autore televisivo e doppiatore italiano (Milano, n. 1958 - Roma, † 1996)

## Avvocati(2)
- Giancarlo Pittelli, avvocato e politico italiano (Catanzaro, n. 1953)
- Giancarlo Zoli, avvocato e politico italiano (Bologna, n. 1917 - Firenze, † 2007)

## Baritoni(1)
- Giancarlo Ceccarini, baritono italiano (Pisa, n. 1951)

## Batteristi(1)
- Giancarlo Golzi, batterista, musicista e paroliere italiano (Sanremo, n. 1952 - Bordighera, † 2015)

## Biblisti(1)
- Giancarlo Biguzzi, biblista italiano (San Vittore di Cesena, n. 1941 - Savignano sul Rubicone, † 2016)

## Calciatori(48)
- Giancarlo Alessandrelli, ex calciatore italiano (Senigallia, n. 1952)
- Giancarlo Amadeo, calciatore e allenatore di calcio italiano (Busto Arsizio, n. 1934 - Busto Arsizio, † 2021)
- Giancarlo Ansaloni, calciatore e allenatore di calcio italiano (Modena, n. 1937 - Riccione, † 2016)
- Giancarlo Bacci, calciatore italiano (Peretola, n. 1931 - Bologna, † 2014)
- Giancarlo Bacciocchi, ex calciatore sammarinese (n. 1963)
- Giancarlo Bagnasco, calciatore italiano (Stazzano, n. 1940 - Stazzano, † 2025)
- Giancarlo Beltrami, calciatore e dirigente sportivo italiano (Milano, n. 1937 - Cinisello Balsamo, † 2022)
- Giancarlo Bercellino, ex calciatore e allenatore di calcio italiano (Gattinara, n. 1941)
- Giancarlo Bertini, ex calciatore italiano (Roma, n. 1939)
- Giancarlo Bolognesi, calciatore italiano (Cesena, n. 1931 - Firenze, † 2001)
- Giancarlo Cadé, calciatore e allenatore di calcio italiano (Zanica, n. 1930 - Zanica, † 2013)
- Giancarlo Canetti, calciatore italiano (Udine, n. 1946 - Beauvoisin, † 2025)
- Giancarlo Capucci, calciatore e allenatore di calcio italiano (Lugo, n. 1931 - Ravenna, † 2019)
- Giancarlo Carmona, calciatore peruviano (Lima, n. 1985)
- Giancarlo Castelli, calciatore e allenatore di calcio italiano (Milano, n. 1918 - † 1988)
- Giancarlo Catarsi, ex calciatore italiano (Livorno, n. 1930)
- Carlo Corazzin, ex calciatore canadese (New Westminster, n. 1971)
- Giancarlo Crespi, calciatore italiano (Busto Arsizio, n. 1917 - Busto Arsizio)
- Giancarlo De Sisti, ex calciatore, allenatore di calcio e dirigente sportivo italiano (Roma, n. 1943)
- Giancarlo Fabrello, ex calciatore italiano (Arsiero, n. 1926)
- Giancarlo Filini, calciatore italiano (Ceranova, n. 1938 - Pavia, † 2024)
- Giancarlo Forlani, calciatore italiano (Santo Stefano di Melara, n. 1925 - Roma, † 2010)
- Giancarlo Fusato, calciatore italiano (Vicenza, n. 1937 - Vicenza, † 2024)
- Giancarlo Gallesi, calciatore e allenatore di calcio italiano (Vigevano, n. 1932 - Mede, † 2022)
- Carlo Galli, calciatore e dirigente sportivo italiano (Montecatini Terme, n. 1931 - Roma, † 2022)
- Giancarlo Gallifuoco, calciatore australiano (Sydney, n. 1994)
- Giancarlo Genesini, calciatore italiano (Ferrara, n. 1913 - Ferrara, † 1977)
- Giancarlo Dias Dantas, ex calciatore brasiliano (Sertaneja, n. 1974)
- Giancarlo González, calciatore costaricano (San José, n. 1988)
- Giancarlo Magi, ex calciatore italiano (Dessiè, n. 1940)
- Giancarlo Magnavacca, ex calciatore italiano (Lendinara, n. 1932)
- Giancarlo Maldonado, ex calciatore venezuelano (Caracas, n. 1982)
- Giancarlo Mezzalira, calciatore italiano (Padova, n. 1936 - Padova, † 2016)
- Giancarlo Migliavacca, calciatore italiano (Caronno Pertusella, n. 1936 - Alessandria, † 2018)
- Giancarlo Morelli, ex calciatore italiano (Genova, n. 1946)
- Giancarlo Olivotto, ex calciatore italiano (Milano, n. 1955)
- Giancarlo Ottolina, calciatore italiano
- Giancarlo Petrangeli, ex calciatore italiano (Rieti, n. 1954)
- Giancarlo Pistorello, ex calciatore italiano (Milano, n. 1932)
- Giancarlo Prato, ex calciatore italiano (Torino, n. 1938)
- Giancarlo Raffaeli, ex calciatore italiano (Foligno, n. 1950)
- Giancarlo Rebizzi, ex calciatore italiano (Milano, n. 1933)
- Giancarlo Roffi, ex calciatore italiano (Firenze, n. 1943)
- Giancarlo Savoia, ex calciatore italiano (Bussolengo, n. 1944)
- Giancarlo Tacchi, ex calciatore italiano (Torino, n. 1957)
- Giancarlo Vasini, ex calciatore italiano (Cremona, n. 1940)
- Giancarlo Versolato, ex calciatore italiano (Venaria Reale, n. 1941)
- Giancarlo Vitali, calciatore e allenatore di calcio italiano (Medesano, n. 1926 - Noceto, † 2011)

## Canottieri(1)
- Giancarlo Crosta, canottiere italiano (Pianello del Lario, n. 1934 - Pianello del Lario, † 2024)

## Cantanti(2)
- Charlie Cinelli, cantante, bassista e chitarrista italiano (Sarezzo, n. 1958)
- Giancarlo Giomarelli, cantante, paroliere e compositore italiano (n. 1944 - † 2015)

## Cantautori(2)
- Giancane, cantautore e musicista italiano (Roma, n. 1980)
- Dave Rodgers, cantautore, compositore e produttore discografico italiano (Mantova, n. 1963)

## Cardiochirurghi(1)
- Giancarlo Rastelli, cardiochirurgo italiano (Pescara, n. 1933 - Rochester, † 1970)

## Chitarristi(1)
- Raf Montrasio, chitarrista italiano (Cesano Maderno, n. 1929 - Legnano, † 2015)

## Ciclisti su strada(8)
- Giancarlo Astrua, ciclista su strada italiano (Graglia, n. 1927 - Biella, † 2010)
- Giancarlo Bellini, ex ciclista su strada e ciclocrossista italiano (Crosa, n. 1945)
- Giancarlo Casiraghi, ex ciclista su strada italiano (Sovico, n. 1956)
- Giancarlo Ginestri, ex ciclista su strada italiano (San Bonifacio, n. 1978)
- Giancarlo Martini, ciclista su strada italiano (Ovada, n. 1936 - Valmadonna, † 2018)
- Giancarlo Perini, ex ciclista su strada italiano (Carpaneto Piacentino, n. 1959)
- Giancarlo Polidori, ex ciclista su strada italiano (Sassoferrato, n. 1943)
- Giancarlo Tartoni, ex ciclista su strada italiano (Vernio, n. 1948)

## Comici(2)
- Giancarlo De Biasi, comico italiano (La Spezia, n. 1971)
- Giancarlo Kalabrugovic, comico e cabarettista italiano (Bollate, n. 1966)

## Compositori(5)
- Giancarlo Aquilanti, compositore e direttore di banda italiano (Jesi, n. 1959)
- Giancarlo Colombini, compositore italiano (Milano, n. 1906 - Roma, † 1991)
- Giancarlo Facchinetti, compositore, pianista e direttore d'orchestra italiano (Brescia, n. 1936 - Brescia, † 2017)
- Giancarlo Gazzani, compositore, arrangiatore e direttore d'orchestra italiano (Roma, n. 1941 - Torino, † 2023)
- Giancarlo Trombetti, compositore italiano (Liguria, n. 1956)

## Critici d'arte(2)
- Giancarlo Bonomo, critico d'arte italiano (Udine, n. 1962)
- Giancarlo Pauletto, critico d'arte e storico dell'arte italiano (Portogruaro, n. 1941)

## Critici letterari(2)
- Giancarlo Mazzacurati, critico letterario, filologo e storico della letteratura italiano (Padova, n. 1936 - Pisa, † 1995)
- Giancarlo Vigorelli, critico letterario, giornalista e scrittore italiano (Milano, n. 1913 - Marina di Pietrasanta, † 2005)

## Cuochi(1)
- Giancarlo Perbellini, cuoco italiano (Bovolone, n. 1964)

## Designer(2)
- Giancarlo Iliprandi, designer e grafico italiano (Milano, n. 1925 - † 2016)
- Giancarlo Piretti, designer italiano (Bologna, n. 1940)

## Diplomatici(1)
- Giancarlo Aragona, diplomatico italiano (Messina, n. 1942)

## Direttori d'orchestra(2)
- Giancarlo Andretta, direttore d'orchestra e compositore italiano (Bassano del Grappa, n. 1962)
- Giancarlo Guerrero, direttore d'orchestra costaricano (Managua, n. 1969)

## Direttori della fotografia(1)
- Giancarlo Ferrando, direttore della fotografia italiano (Roma, n. 1939 - Roma, † 2020)

## Dirigenti d'azienda(2)
- Giancarlo Cimoli, dirigente d'azienda e dirigente pubblico italiano (Fivizzano, n. 1939)
- Giancarlo Elia Valori, dirigente d'azienda italiano (Meolo, n. 1940)

## Dirigenti sportivi(11)
- Giancarlo Antognoni, dirigente sportivo e ex calciatore italiano (Marsciano, n. 1954)
- Giancarlo Camolese, dirigente sportivo, allenatore di calcio e ex calciatore italiano (Torino, n. 1961)
- Giancarlo Dalla Grana, dirigente sportivo italiano (Verona, n. 1933 - Padova, † 2024)
- Giancarlo Dondi, dirigente sportivo, dirigente d'azienda e rugbista a 15 italiano (Parma, n. 1935 - Parma, † 2025)
- Giancarlo Ferretti, dirigente sportivo e ex ciclista su strada italiano (Lugo, n. 1941)
- Giancarlo Filippini, dirigente sportivo e ex calciatore italiano (Domodossola, n. 1968)
- Giancarlo Finardi, dirigente sportivo, allenatore di calcio e ex calciatore italiano (Castel Rozzone, n. 1954)
- Giancarlo Marocchi, dirigente sportivo, commentatore televisivo e ex calciatore italiano (Imola, n. 1965)
- Giancarlo Oddi, dirigente sportivo, allenatore di calcio e ex calciatore italiano (Roma, n. 1948)
- Giancarlo Raimondi, dirigente sportivo e ex ciclista su strada italiano (Milano, n. 1972)
- Giancarlo Salvi, dirigente sportivo e calciatore italiano (Dego, n. 1945 - Vicenza, † 2016)

## Disc jockey(1)
- Giancarlo Guardabassi, disc jockey, cantante e paroliere italiano (Foligno, n. 1937 - Francavilla d'Ete, † 2024)

## Disegnatori(2)
- Giancarlo Caracuzzo, disegnatore italiano (Roma, n. 1960)
- Giancarlo Olivares, disegnatore italiano (Brescia, n. 1967)

## Doppiatori(1)
- Giancarlo Padoan, doppiatore italiano (Venezia, n. 1935 - Roma, † 2022)

## Economisti(2)
- Giancarlo Gandolfo, economista italiano (Torino, n. 1937)
- Giancarlo Pallavicini, economista italiano (Desio, n. 1931)

## Editori(1)
- Giancarlo Politi, editore e critico d'arte italiano (Trevi, n. 1937)

## Enigmisti(1)
- Giancarlo Brighenti, enigmista italiano (Campogalliano, n. 1924 - Milano, † 2001)

## Filosofi(1)
- Giancarlo Marinelli, filosofo e saggista italiano (Terni, n. 1961)

## Fisici(1)
- Giancarlo Rossi, fisico italiano (Roma, n. 1943 - Rocca di Papa, † 2025)

## Fumettisti(6)
- Gianni Agnello, fumettista e pianista italiano (Voghera, n. 1933 - Milano, † 2004)
- Giancarlo Alessandrini, fumettista italiano (Jesi, n. 1950)
- Giancarlo Berardi, fumettista italiano (Genova, n. 1949)
- Giancarlo Malagutti, fumettista italiano (Mantova, n. 1955)
- Giancarlo Marzano, fumettista e regista televisivo italiano (Torino, n. 1969)
- Giancarlo Tenenti, fumettista italiano (Milano, n. 1934)

## Funzionari(1)
- Giancarlo Pascale Guidotti Magnani, funzionario italiano (Zola Predosa, n. 1912 - Bologna, † 2001)

## Generali(1)
- Giancarlo de Moll, generale austriaco (Rovereto, n. 1797 - Villa Lagarina, † 1879)

## Giocatori di baseball(2)
- Giancarlo Alvarado, giocatore di baseball portoricano (Santurce, n. 1978)
- Giancarlo Stanton, giocatore di baseball statunitense (Los Angeles, n. 1989)

## Giocatori di calcio a 5(1)
- Giancarlo Boncori, ex giocatore di calcio a 5 e calciatore italiano (Roma, n. 1963)

## Giocatori di curling(1)
- Giancarlo Valt, giocatore di curling italiano (Cortina d'Ampezzo, n. 1941)

## Giornalisti(16)
- Giancarlo Bosetti, giornalista e scrittore italiano (Varedo, n. 1946)
- Giancarlo Del Re, giornalista e scrittore italiano (Roma, n. 1931 - Roma, † 2011)
- Giancarlo Dotto, giornalista e scrittore italiano (Valdagno, n. 1952)
- Giancarlo Galli, giornalista, scrittore e economista italiano (Gallarate, n. 1933 - Milano, † 2018)
- Giancarlo Giojelli, giornalista italiano (Milano, n. 1956)
- Giancarlo Lehner, giornalista, scrittore e storico italiano (Roma, n. 1943)
- Giancarlo Leone, giornalista, dirigente d'azienda e autore televisivo italiano (Roma, n. 1956)
- Giancarlo Loquenzi, giornalista e conduttore radiofonico italiano (Roma, n. 1960)
- Giancarlo Masini, giornalista e scrittore italiano (San Giovanni Valdarno, n. 1928 - Milano, † 2003)
- Giancarlo Mazzuca, giornalista, scrittore e politico italiano (Forlì, n. 1948)
- Giancarlo Padovan, giornalista, scrittore e allenatore di calcio italiano (Cittadella, n. 1958)
- Giancarlo Perna, giornalista italiano (Roma, n. 1940)
- Giancarlo Santalmassi, giornalista e conduttore radiofonico italiano (Roma, n. 1941 - Roma, † 2025)
- Giancarlo Scheri, giornalista, autore televisivo e dirigente d'azienda italiano (Roma, n. 1961)
- Giancarlo Siani, giornalista italiano (Napoli, n. 1959 - Napoli, † 1985)
- Giancarlo Zizola, giornalista e scrittore italiano (Montebelluna, n. 1936 - Monaco di Baviera, † 2011)

## Giuristi(1)
- Giancarlo Rolla, giurista italiano (Genova, n. 1946)

## Hockeisti su ghiaccio(1)
- Giancarlo Agazzi, hockeista su ghiaccio e dirigente sportivo italiano (Milano, n. 1933 - Milano, † 1995)

## Hockeisti su pista(1)
- Giancarlo Gallarini, hockeista su pista e allenatore di hockey su pista italiano (Novara, n. 1923 - Novara, † 2019)

## Imprenditori(7)
- Giancarlo Abete, imprenditore, politico e dirigente sportivo italiano (Roma, n. 1950)
- Giancarlo Cito, imprenditore e politico italiano (Taranto, n. 1945 - Taranto, † 2025)
- Giancarlo Devasini, imprenditore e medico italiano (Torino, n. 1964)
- Giancarlo Giammetti, imprenditore italiano (Roma, n. 1938)
- Giancarlo Morbidelli, imprenditore e progettista italiano (Pesaro, n. 1934 - Fano, † 2020)
- Giancarlo Parretti, imprenditore italiano (Orvieto, n. 1941)
- Giancarlo Zanatta, imprenditore italiano (Nervesa della Battaglia, n. 1938)

## Incisori(1)
- Giancarlo Tognoni, incisore, pittore e scultore italiano (Pisa, n. 1932 - Pisa, † 2020)

## Ingegneri(3)
- Giancarlo Bruno, ingegnere e opinionista italiano (Atena Lucana, n. 1957)
- Giancarlo Lombardi, ingegnere, imprenditore e politico italiano (Milano, n. 1937 - Milano, † 2017)
- Giancarlo Vallauri, ingegnere, ammiraglio e docente italiano (Roma, n. 1882 - Torino, † 1957)

## Latinisti(1)
- Giancarlo Mazzoli, latinista italiano (Brescia, n. 1940)

## Magistrati(3)
- Giancarlo Coraggio, magistrato italiano (Napoli, n. 1940)
- Giancarlo De Cataldo, ex magistrato, scrittore e sceneggiatore italiano (Taranto, n. 1956)
- Giancarlo Stiz, magistrato italiano (Conegliano, n. 1928 - Treviso, † 2015)

## Medici(1)
- Giancarlo Rosati, medico italiano (Asmara, n. 1938 - Parma, † 2020)

## Medievisti(1)
- Giancarlo Andenna, medievista italiano (Novara, n. 1942)

## Mezzofondisti(1)
- Giancarlo Peris, ex mezzofondista italiano (Civitavecchia, n. 1941)

## Militari(1)
- Giancarlo Castelbarco, militare italiano (Milano, n. 1884 - Campoformido, † 1917)

## Missionari(1)
- Giancarlo Cornay, missionario francese (Loudun, n. 1809 - Son Tay, † 1837)

## Montatori(1)
- Giancarlo Cappelli, montatore italiano (Losanna, n. 1912 - Firenze, † 1982)

## Musicisti(2)
- Giancarlo Onorato, musicista, scrittore e pittore italiano (Monza, n. 1960)
- Giancarlo Toniutti, musicista, compositore e antropologo italiano (Udine, n. 1963)

## Musicologi(2)
- Giancarlo Landini, musicologo e critico musicale italiano (Marnate, n. 1953)
- Giancarlo Rostirolla, musicologo italiano (Roma, n. 1941)

## Nobili(1)
- Giancarlo Lanciani Rocca, nobile, dirigente d'azienda e politico italiano (Milano, n. 1895 - Locarno, † 1967)

## Organisti(1)
- Giancarlo Parodi, organista italiano (Novi Ligure, n. 1938)

## Paleontologi(1)
- Giancarlo Ligabue, paleontologo e politico italiano (Venezia, n. 1931 - Venezia, † 2015)

## Pallamanisti(1)
- Giancarlo Costanzo, ex pallamanista italiano (Siracusa, n. 1980)

## Pallanuotisti(2)
- Giancarlo Guerrini, pallanuotista italiano (Roma, n. 1939 - Roma, † 2025)
- Giancarlo Massola, pallanuotista italiano

## Pallavolisti(1)
- Giancarlo Dametto, ex pallavolista italiano (Torino, n. 1959)

## Partigiani(2)
- Giancarlo Brugnolotti, partigiano italiano (Cremona, n. 1921 - Milano, † 1945)
- Giancarlo Puecher Passavalli, partigiano italiano (Milano, n. 1923 - Erba, † 1943)

## Pattinatori di velocità su ghiaccio(1)
- Giancarlo Gloder, ex pattinatore di velocità su ghiaccio italiano (Gallio, n. 1945)

## Pentatleti(1)
- Giancarlo Morresi, pentatleta italiano (Roma, n. 1944 - Roma, † 2019)

## Pianisti(2)
- Giancarlo Cardini, pianista e compositore italiano (Seravezza, n. 1940 - Camaiore, † 2022)
- Giancarlo Simonacci, pianista e compositore italiano (Roma, n. 1948)

## Piloti automobilistici(3)
- Giancarlo Baghetti, pilota automobilistico e giornalista italiano (Milano, n. 1934 - Milano, † 1995)
- Giancarlo Fisichella, pilota automobilistico italiano (Roma, n. 1973)
- Giancarlo Martini, pilota automobilistico italiano (Lavezzola, n. 1947 - Forlì, † 2013)

## Piloti motociclistici(1)
- Giancarlo Falappa, pilota motociclistico italiano (Filottrano, n. 1963)

## Pittori(8)
- Giancarlo Aliberti, pittore italiano (Canelli, n. 1670 - Asti, † 1727)
- Giancarlo Bargoni, pittore italiano (Genova, n. 1936)
- Gian Carozzi, pittore italiano (La Spezia, n. 1920 - Sarzana, † 2008)
- Giancarlo Cazzaniga, pittore italiano (Monza, n. 1930 - Milano, † 2013)
- Giancarlo Cocchia, pittore italiano (Livorno, n. 1924 - Livorno, † 1987)
- Giancarlo Dughetti, pittore italiano (Firenze, n. 1931 - Vignola, † 1986)
- Giancarlo Flati, pittore, scrittore e chirurgo italiano (L'Aquila, n. 1953)
- Giancarlo Vitali, pittore italiano (Bellano, n. 1929 - Bellano, † 2018)

## Poeti(4)
- Giancarlo Consonni, poeta, urbanista e storico dell'architettura italiano (Merate, n. 1943)
- Giancarlo Majorino, poeta, drammaturgo e insegnante italiano (Milano, n. 1928 - Milano, † 2021)
- Giancarlo Micheli, poeta e scrittore italiano (Viareggio, n. 1967)
- Giancarlo Pontiggia, poeta, critico letterario e scrittore italiano (Seregno, n. 1952)

## Politici(33)
- Giancarlo Binelli, politico italiano (Alessandria, n. 1941)
- Giancarlo Bolognini, politico e dirigente sportivo italiano (Giacciano con Baruchella, n. 1938 - Bolzano, † 2019)
- Giancarlo Borra, politico italiano (Gaverina Terme, n. 1940)
- Giancarlo Cancelleri, politico italiano (Caltanissetta, n. 1975)
- Giancarlo Cantelmi, politico italiano (Celano, n. 1926 - † 2023)
- Giancarlo Comastri, politico e medico italiano (Perugia, n. 1939 - Perugia, † 2019)
- Giancarlo Cruder, politico italiano (Tarcento, n. 1947)
- Giancarlo De Carolis, politico e avvocato italiano (Spoleto, n. 1930 - Spoleto, † 1999)
- Giancarlo Ferri, politico italiano (Bologna, n. 1929 - † 2014)
- Giancarlo Gabbianelli, politico italiano (Frascati, n. 1949)
- Giancarlo Galli, politico italiano (Tradate, n. 1944)
- Giancarlo Garozzo, politico italiano (Siracusa, n. 1977)
- Giancarlo Gentilini, politico italiano (Vittorio Veneto, n. 1929 - Treviso, † 2025)
- Giancarlo Ghironzi, politico e medico sammarinese (Città di San Marino, n. 1932 - Città di San Marino, † 2020)
- Giancarlo Giordano, politico italiano (Avellino, n. 1972)
- Giancarlo Giorgetti, politico italiano (Cazzago Brabbia, n. 1966)
- Giancarlo Innocenzi, politico italiano (Verona, n. 1945)
- Giancarlo Laurini, politico italiano (Tito, n. 1938 - Napoli, † 2024)
- Giancarlo Matteotti, politico italiano (Roma, n. 1918 - Roma, † 2006)
- Giancarlo Montani, politico e avvocato italiano (Piacenza, n. 1908 - Piacenza, † 1980)
- Giancarlo Morelli, politico italiano (Rovigo, n. 1922 - Rovigo, † 2013)
- Giancarlo Mori, politico italiano (Genova, n. 1938 - Genova, † 2019)
- Giancarlo Pagliarini, politico italiano (Milano, n. 1942)
- Giancarlo Pasquini, politico italiano (Bologna, n. 1937)
- Giancarlo Piombino, politico italiano (Genova, n. 1932)
- Giancarlo Rossi, politico italiano (Correggio, n. 1925 - San Colombano al Lambro, † 2013)
- Giancarlo Salvoldi, politico italiano (Ponte Nossa, n. 1947)
- Giancarlo Scottà, politico italiano (Vittorio Veneto, n. 1953)
- Giancarlo Serafini, politico italiano (Rivoli, n. 1941)
- Giancarlo Sitra, politico e dirigente d'azienda italiano (Crotone, n. 1949 - Crotone, † 2020)
- Giancarlo Tapparo, politico italiano (Rivarolo Canavese, n. 1942)
- Giancarlo Tesini, politico e dirigente sportivo italiano (Bologna, n. 1929 - Bologna, † 2023)
- Giancarlo Zilio, politico italiano (Trento, n. 1929 - Bergamo, † 2018)

## Produttori discografici(4)
- Giancarlo Bigazzi, produttore discografico, compositore e paroliere italiano (Firenze, n. 1940 - Camaiore, † 2012)
- Giancarlo Cesaroni, produttore discografico e dirigente d'azienda italiano (Roma, n. 1933 - Roma, † 1998)
- Giancarlo Lucariello, produttore discografico, editore e regista italiano (Napoli, n. 1948)
- Giancarlo Meo, produttore discografico e paroliere italiano

## Pubblicitari(1)
- Giancarlo Livraghi, pubblicitario, bibliografo e scrittore italiano (Milano, n. 1927 - Milano, † 2014)

## Pugili(1)
- Giancarlo Garbelli, pugile italiano (Milano, n. 1931 - Lurago d'Erba, † 2013)

## Registi(10)
- Giancarlo Fontana, regista, montatore e attore italiano (Matera, n. 1985)
- Giancarlo Giovalli, regista televisivo italiano (Torino, n. 1961)
- Giancarlo Nicotra, regista e attore italiano (Roma, n. 1944 - Roma, † 2013)
- Giancarlo Planta, regista cinematografico e sceneggiatore italiano (Cagliari, n. 1954)
- Giancarlo Romitelli, regista italiano (Urbino, n. 1936)
- Giancarlo Santi, regista italiano (Roma, n. 1939 - Roma, † 2021)
- Giancarlo Scarchilli, regista e sceneggiatore italiano (Roma, n. 1951)
- Giancarlo Soldi, regista e sceneggiatore italiano (Bonemerse, n. 1954)
- Giancarlo Tomassetti, regista italiano (Ascoli Piceno, n. 1945)
- Giancarlo Zagni, regista e sceneggiatore italiano (Bologna, n. 1926 - Roma, † 2013)

## Registi teatrali(2)
- Giancarlo Nanni, regista teatrale, drammaturgo e attore italiano (Rodi, n. 1941 - Roma, † 2010)
- Giancarlo Sepe, regista teatrale italiano (Caserta, n. 1946)

## Rugbisti a 15(4)
- Giancarlo Cucchiella, ex rugbista a 15 italiano (L'Aquila, n. 1953)
- Giancarlo Morelli, ex rugbista a 15 italiano (L'Aquila, n. 1959)
- Giancarlo Navarrini, rugbista a 15, pittore e fumettista italiano (La Spezia, n. 1935 - Rovigo, † 2019)
- Giancarlo Pivetta, ex rugbista a 15 e allenatore di rugby a 15 italiano (Musile di Piave, n. 1957)

## Sassofonisti(1)
- Giancarlo Barigozzi, sassofonista, flautista e tecnico del suono italiano (Cologna Ferrarese, n. 1930 - Milano, † 2008)

## Scenografi(3)
- Giancarlo Bartolini Salimbeni, scenografo e costumista italiano (Firenze, n. 1916 - Roma, † 2000)
- Giancarlo Basili, scenografo italiano (Montefiore dell'Aso, n. 1952)
- Giancarlo Muselli, scenografo italiano (Napoli)

## Schermidori(3)
- Giancarlo Bergamini, schermidore italiano (Milano, n. 1926 - Lanzo d'Intelvi, † 2020)
- Giancarlo Brusati, schermidore italiano (Milano, n. 1910 - Barlassina, † 2001)
- Giancarlo Cornaggia-Medici, schermidore italiano (Milano, n. 1904 - Milano, † 1970)

## Sciatori nautici(1)
- Giancarlo Cosio, sciatore nautico italiano (Milano, n. 1963)

## Scrittori(8)
- Giancarlo Buzzi, scrittore, traduttore e dirigente d'azienda italiano (Como, n. 1929 - Milano, † 2015)
- Giancarlo Catarsi, scrittore italiano (Pisa, n. 1967)
- Giancarlo Liviano D'Arcangelo, scrittore italiano (Bologna, n. 1977)
- Giancarlo Fusco, scrittore, giornalista e attore italiano (La Spezia, n. 1915 - Roma, † 1984)
- Giancarlo Marinelli, scrittore, regista e sceneggiatore italiano (Vicenza, n. 1973)
- Giancarlo Marmori, scrittore e giornalista italiano (La Spezia, n. 1926 - Parigi, † 1982)
- Giancarlo Narciso, scrittore italiano (Milano, n. 1947)
- Giancarlo Pretini, scrittore italiano (Legnago, n. 1928 - † 2009)

## Scultori(3)
- Giancarlo Marchese, scultore e pittore italiano (Parma, n. 1931 - Milano, † 2013)
- Giancarlo Neri, scultore e artista italiano (Napoli, n. 1955)
- Giancarlo Sangregorio, scultore italiano (Milano, n. 1925 - Angera, † 2013)

## Speleologi(1)
- Giancarlo Cappanera, speleologo italiano (Ancona, n. 1946)

## Storici(1)
- Giancarlo Susini, storico italiano (Bologna, n. 1927 - Bologna, † 2000)

## Terroristi(1)
- Giancarlo Esposti, terrorista italiano (Lodi, n. 1949 - Altopiano di Rascino, † 1974)

## Tiratori a segno(1)
- Giancarlo Cecconi, tiratore a segno italiano (Serravalle Pistoiese, n. 1935 - Pistoia, † 2012)

## Tiratori a volo(1)
- Giancarlo Chiono, tiratore a volo italiano (Torino, n. 1936 - Pecetto Torinese, † 1974)

## Trombonisti(1)
- Giancarlo Schiaffini, trombonista e suonatore di tuba italiano (Roma, n. 1942)

## Velisti(1)
- Giancarlo Pedote, velista italiano (Firenze, n. 1975)

## Vescovi cattolici(2)
- Giancarlo Petrini, vescovo cattolico italiano (Fermo, n. 1945)
- Giancarlo Vecerrica, vescovo cattolico italiano (Tolentino, n. 1940)

## Senza attività specificata(4)
- Giancarlo Galan, ex politico e dirigente d'azienda italiano (Padova, n. 1956)
- Giancarlo Pallavicini, italiano (Desio, n. 1911 - Desio, † 1999)
- Giancarlo Rittmeyer, topografo italiano (Trieste, n. 1933 - Erto e Casso, † 1963)
- Giancarlo De Leonardis, parrucchiere italiano (Roma, n. 1939)